# Lee So-ra (người mẫu)
Đây là một tên người Triều Tiên, họ là Lee.
Lee So-ra (Tiếng Hàn: 이소라; sinh ngày 4 tháng 11 năm 1969) là người mẫu Hàn Quốc. Gần đây cô tham gia chương trình truyền hình Roommate. Cô bắt đầu sự nghiệp của mình khi thắng Cuộc thi siêu mẫu.

## Phim tham gia

### Chương trình truyền hình
| Năm       | Chương trình         | Vai trò  | Ghi chú |
| --------- | -------------------- | -------- | ------- |
| 2009-2012 | Project Runway Korea | Chính cô |         |
| 2014-nay  | Roommate             | Chính cô |         |